# Taxi (vervoer)

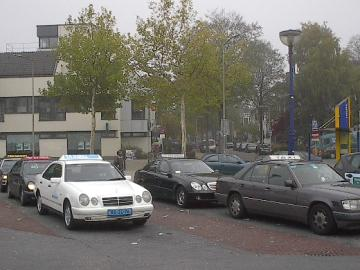
Taxistandplaats station Zwolle

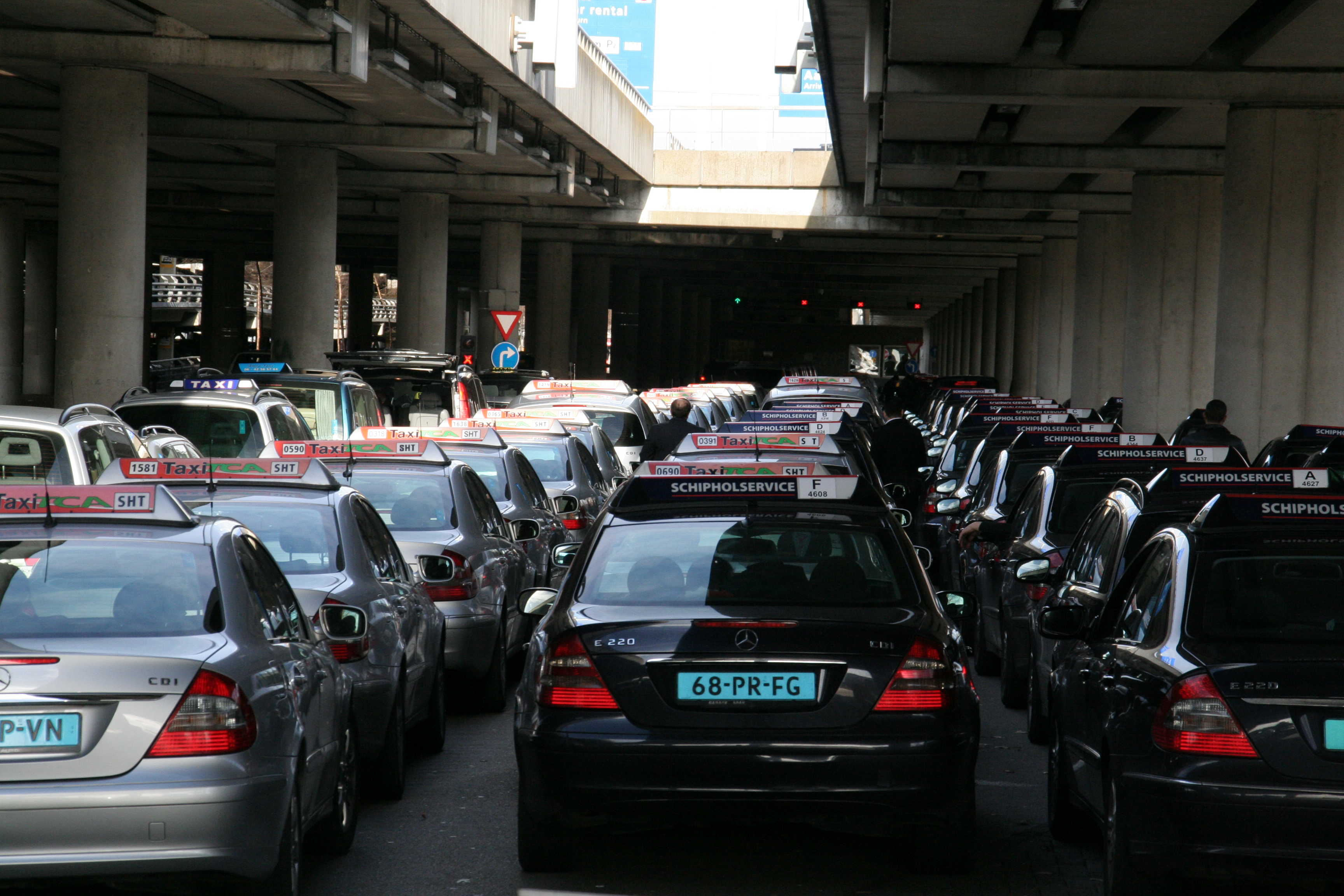
Ongeveer 100 taxi's staan bij Schiphol te wachten op een rit

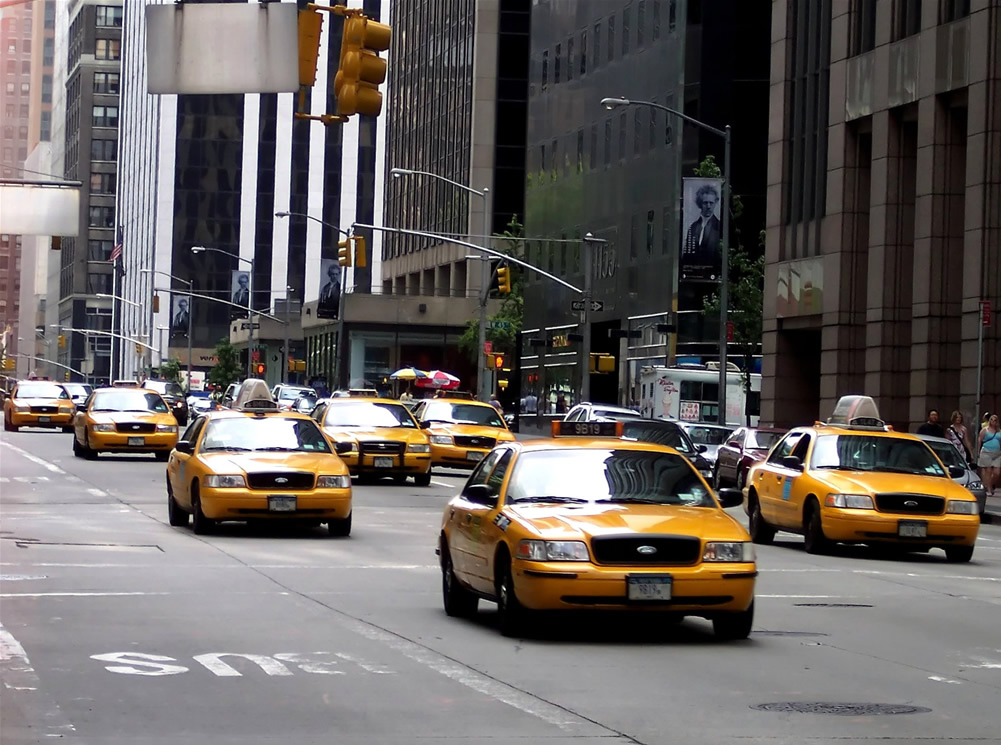
Yellow cab, New York (Ford Crown Victoria)

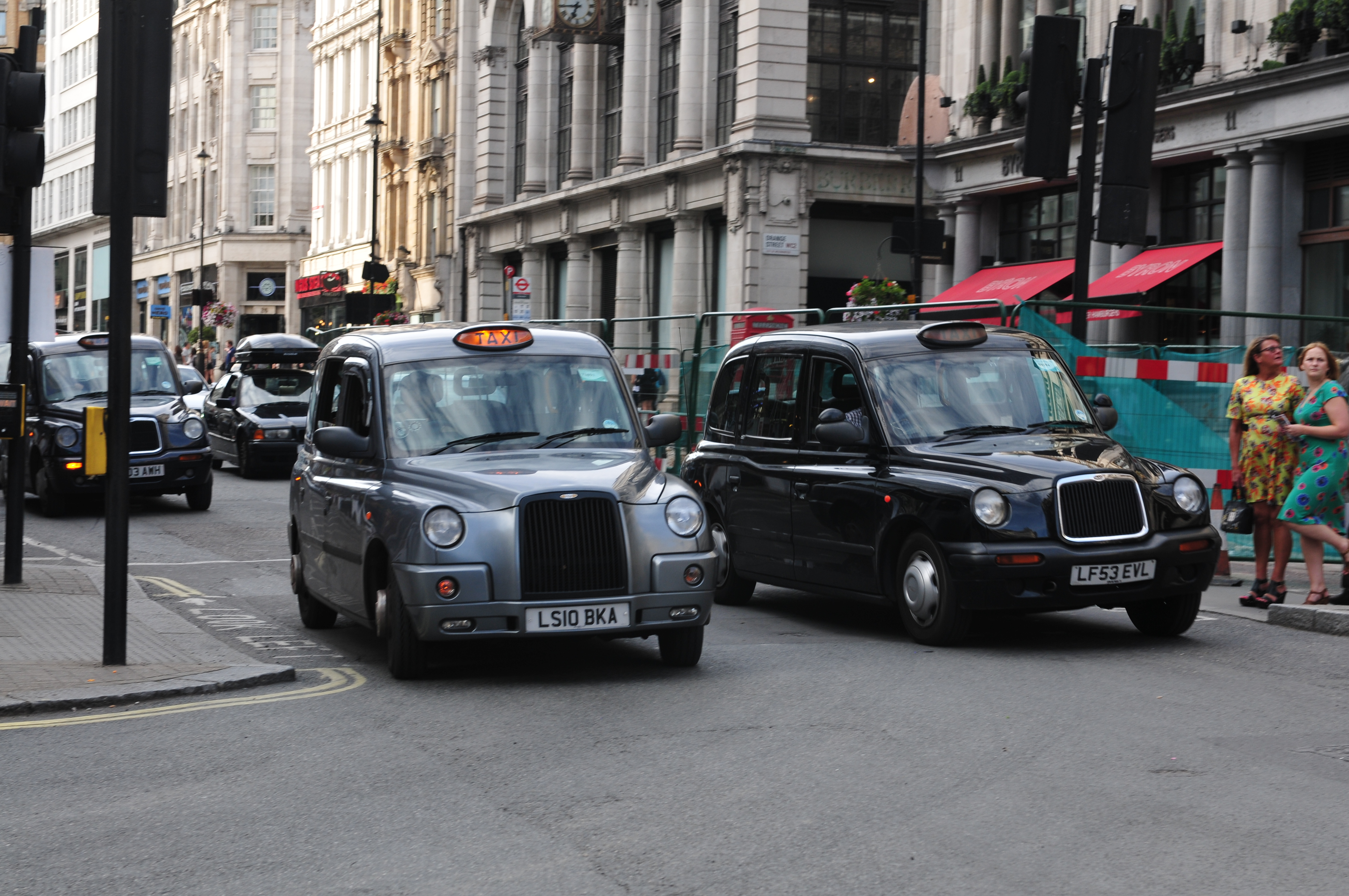
Cabs in Londen

Een taxi is een vervoermiddel dat op afroep een of meer reizigers vervoert op een door de reiziger zelf gewenst tijdstip en traject, op basis van een vast bedrag per afstandseenheid of een vooraf overeengekomen ritprijs.

## Etymologie en geschiedenis
De term taxi is een verkorting van het Franse taximètre, een wijziging naar analogie van het Griekse taxis (betaling) van het Duitse woord taxameter, dat teruggaat op het middeleeuws Latijnse taxa (taxatie) en oorspronkelijk op huurrijtuigen van toepassing was. Ten onrechte wordt ook wel verondersteld dat het woord taxi is afgeleid van de naam van het Duitse adellijke geslacht Thurn und Taxis, die beschouwd worden als de grondleggers van de huidige posterijen.

## Inrichting en uiterlijk
Een taxi kan een personenauto zijn, maar ook een limousine of personenbus kan worden ingezet voor regulier taxivervoer. Tevens zijn er helitaxi's, watertaxi's, motor- en scootertaxi's, fietstaxi's, paard en wagen en bijvoorbeeld de (al dan niet gemotoriseerde) riksja's. Samengevat wordt wereldwijd ieder denkbaar transportmiddel in min of meerdere mate ingezet als taxi. In Europa zal het woord taxi echter doorgaans verwijzen naar het vervoer van personen met een auto(busje).

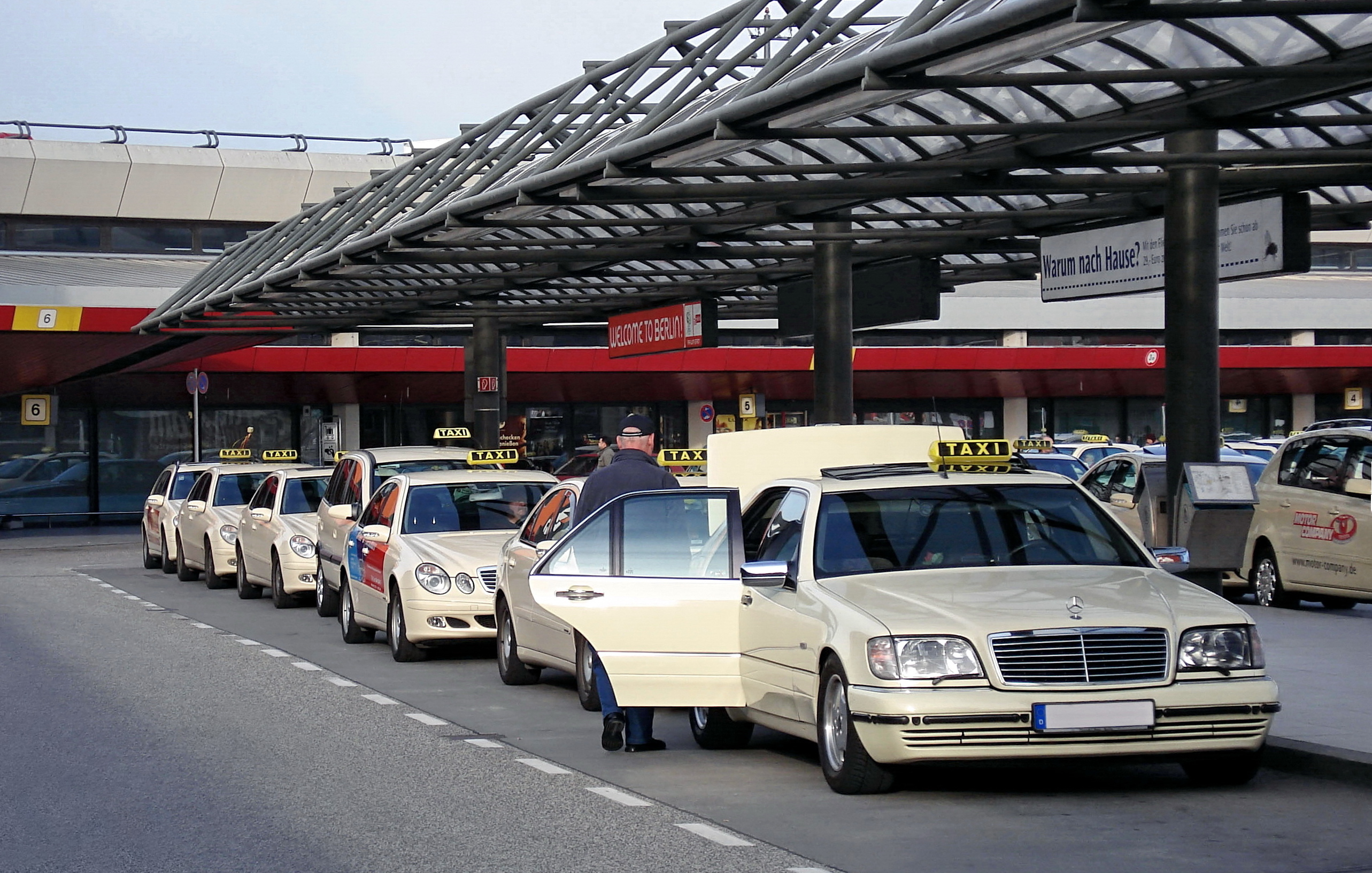
Duitse taxi's op stand

In veel landen of steden hebben (c.q. hadden) taxi's een bepaalde kleur (vaak geel) of uiterlijk. In Nederland, met name in enkele grote steden (o.a. Amsterdam en Den Haag), waren taxi's herkenbaar aan een geblokte zwart-witte strip. Veel van dergelijke kenmerken blijken echter meer en meer tot het verleden te behoren, al hebben taxi's in Nederland sinds 2000 wel een blauwe kentekenplaat. Dit mede als gevolg van de roep vanuit samenlevingen voor goedkoper (taxi)vervoer, het doorgevoerde Europese aanbestedingsbeleid, de 'vrijere marktwerkingsmechanismen', het ongewisse voorafgaande aan een rit welke taxi de gewenste service levert en bijvoorbeeld wettelijke concurrentiebepalingen.
In Duitsland zijn de meeste taxi's beige en in Londen waren voorheen alle taxi's zwart. In New York zijn de herkenbare taxi's van origine geel (yellow cab) en de stadstaxi's in Maleisië zijn doorgaans zwart en geel of wit en rood.

## Soorten diensten
Op veel plaatsen, vooral daar waar veel per taxi gereisd wordt, is het gebruikelijk dat een vrije taxi rondrijdt tot iemand de taxi aanroept. Zo'n taxi toont dan een bordje of lampje waaraan te zien is dat de taxi vrij is. Op andere plaatsen wachten taxi's bij stations, vliegvelden en uitgaansgebieden op passagiers. Wil men in het laatste geval op een ander punt vertrekken, dan moet de reiziger de telefoon gebruiken. Het Belgische Politiereglement Taxidiensten geeft te kennen dat het (op straffe van ontslag) taxichauffeurs verboden is rond te rijden om klanten te zoeken.
Nederland kent een verschil tussen 'chauffeursservices' en reguliere taxi's. Bij chauffeursservices kan een chauffeur (al dan niet met voertuig) worden gehuurd. Verder bestaan er in Nederland vervoersystemen die buiten de reguliere wet- en regelgevingen voor personenvervoer vallen, zoals de fietstaxi en de tuktuk. In Duitsland wordt er onderscheid gemaakt tussen de Mietwagen en de taxi. In Londen wordt gewerkt met onder andere de wereldberoemde 'black cab' versus de telefonisch te bestellen (goedkopere) 'minicab-services'.

## Nederland
In 1905 reed er in Amsterdam voor het eerst iets wat tegenwoordig in Nederland als taxi aangeduid zou kunnen worden. De eerste praktisch gebruikte taxivergunning werd in 1909 afgegeven aan de toenmalige Amsterdamse ATAX. Dit vervoer werd uitgevoerd met elektrische voertuigen, die in Hamburg gekocht werden en vervolgens in Nederland van accu's voorzien. Evert Hoedemaker richtte in 1934 de Algemene Taxi Onderneming (ATO) in Amsterdam op.
Binnen de Nederlandse taxibranche zouden anno 2006 ongeveer 40.000 mensen werkzaam zijn met circa 25.500 taxivoertuigen. Van dit aantal zouden in 2008 circa 450 taxiondernemers (met in totaal 23.000 medewerkers en 16.000 voertuigen) bij de werkgeversorganisatie KNV Taxi zijn aangesloten. FNV Bondgenoten en CNV Vakmensen zijn de belangrijkste (tevens in het Sociaal Fonds Taxi vertegenwoordigde) vakorganisaties die de belangen van bij hen aangesloten werknemers behartigen. In 2005 zijn de Stichting Sociaal Fonds Vervoer van Personen, de werkzaamheden van de Commissie Naleving CAO (CNC) en de Stichting Kwaliteitsbevordering Kleinschalig Personenvervoer (SKKP) samengegaan in het Sociaal Fonds Taxi. Dit onafhankelijk geachte Sociaal Fonds Taxi (met vertegenwoordigers uit KNV Taxi, FNV Bondgenoten en CNV Vakmensen) is binnen de taxibranche de toezichthouder (inclusief een onafhankelijke beroepscommissie) en tevens het kenniscentrum voor opleidingen, arbo, veiligheid, en bijvoorbeeld de naleving van de taxi-cao. Voor wat betreft specifieke geschillen ten aanzien van taxi-cao-interpretaties, kan voorts nog gebruikgemaakt worden van de onafhankelijk geachte 'Taxi CAO Geschillen Commissie', Belangenvereniging taxichauffeurs & ondernemers (BTO) opgericht maart 2009.

### Soorten vervoer en taxi's

#### Soorten taxi's ingedeeld naar doelgroep
Men kan taxi's indelen naar doelgroep en naar brandstoftype. Doelgroepen van passagiers zijn bijvoorbeeld: het algemene publiek, zieken, ouderen, gehandicapten, scholieren, reizigers, zakenmensen. Circa 80 procent van alle taxivervoer in Nederland bestaat uit het vervoer van leerlingen, zieken en ouderen.
In Nederland onderscheidt men de volgende vormen van taxivervoer en soorten taxi's:

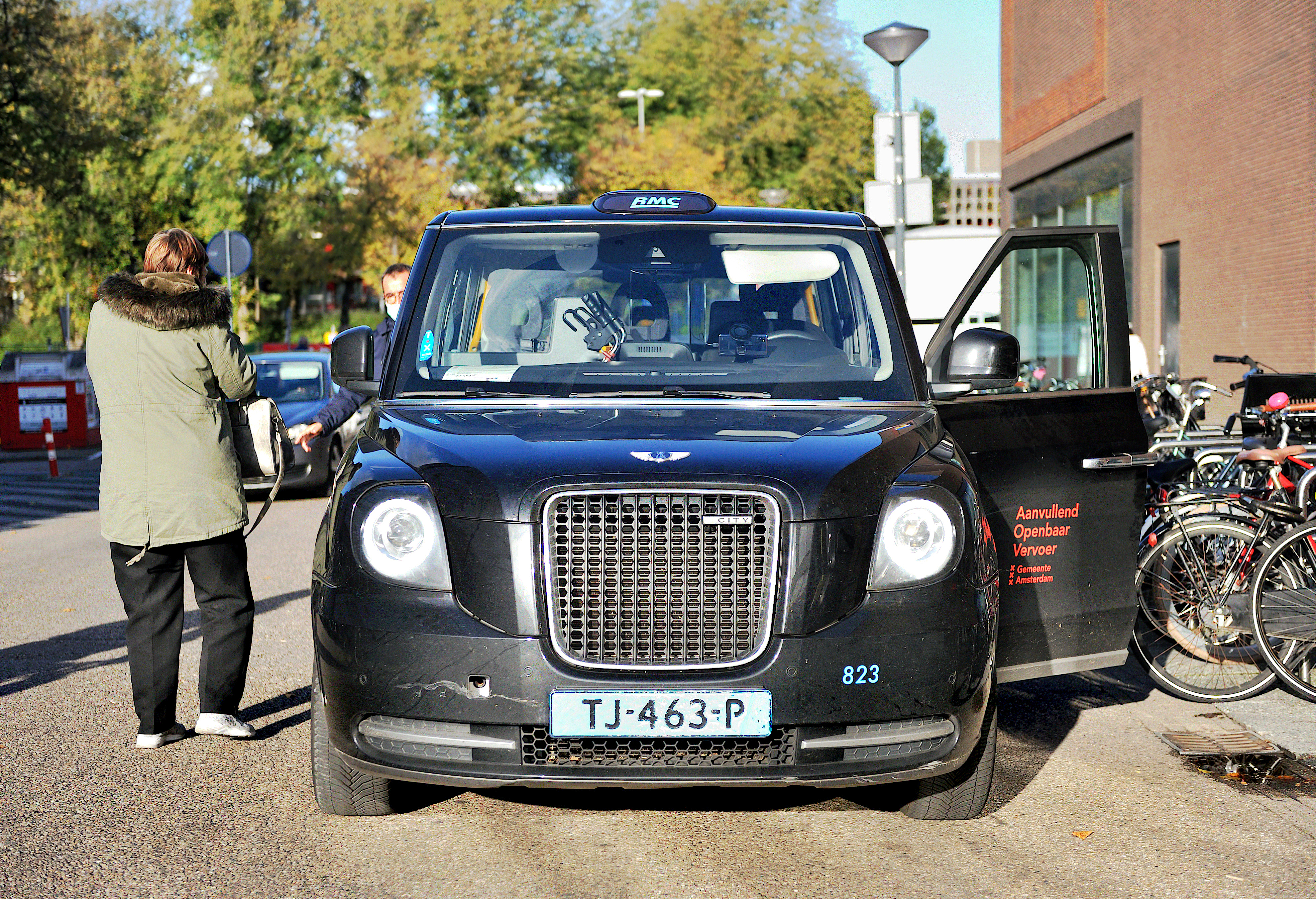
Taxi in Amsterdam voor specifieke doelgroepen in het kader van de Wet maatschappelijke ondersteuning

- Regulier contant taxivervoer, deels beter bekend als straattaxivervoer
- Contractvervoer
  - Zittend ziekenvervoer
  - AWBZ-vervoer
  - het vervoer in het kader van de Wet maatschappelijke ondersteuning (Wmo)
  - de Deeltaxi en Collectief Vraagafhankelijk Vervoer
  - Bovenregionaal vervoer gehandicapten - Valys
  - Leerlingenvervoer
  - WIA-vervoer (waarbij gehandicapten naar werk of opleiding worden vervoerd)
  - de diverse (al dan niet particuliere) 'Zakelijke Services'
  - de treintaxi
  - de Shuttle- dan wel Schipholtaxiservices
  - Thuisbrengservice met of zonder eigen auto door een taxichauffeur

De reguliere 'contante taxi' kan verwijzen naar de zogenoemde 'straattaxi', of onder andere naar een taxi die door iemand (bijvoorbeeld telefonisch) besteld werd. Met de straattaxi wordt doorgaans specifiek verwezen naar een beschikbaar taxivoertuig dat door het publiek gecharterd kan worden op straat of een standplaats. In Nederland is het altijd toegestaan om een straattaxi te charteren door het opsteken van de hand door een reiziger, zoals in de meeste landen. Voorts kunnen taxi's in Nederland telefonisch via een taxicentrale besteld worden, wat in veel andere landen juist ongebruikelijker blijkt te zijn.
Het is internationaal niet toegestaan om zomaar regulier straattaxivervoer in enig buitenland aan te bieden.
Verder kunnen taxi's op 'contractbasis' ingezet worden door bijvoorbeeld (zorg)instellingen, overheden, vliegveldshuttles, vips of andere zakelijke opdrachtgevers. Enkele speciale vormen van contractvervoer betreffen vervoerssystemen binnen het zogenaamde Collectief Vraagafhankelijke Vervoer (CVV), Valys, leerlingenvervoer, hotelshuttles, de treintaxi en bijvoorbeeld opdrachten binnen het (semi)openbaar vervoer. Door Europese aanbestedingsvoorschriften kunnen (taxi)vervoerders voorts (op contractbasis) in aanmerking komen voor vervoersprojecten in het buitenland.
Gemeten in omzet vormt het contractvervoer (met circa 70%) het grootste deel van het totale Nederlandse taxivervoer. Alleen in de Randstad is het aanbod voor contractvervoer kleiner dan voor het reguliere contante taxivervoer.
Het is niet altijd geheel duidelijk of 'chauffeursservices' en 'personenvervoer in afwijkende voertuigen' (zoals een TukTuk) ook onder de Wet personenvervoer 2000 vallen, zoals wel het geval is voor vervoer met een reguliere taxi(bus). Voor de herkenbaarheid is het in Nederland wettelijk verplicht dat een auto(busje) dat wordt ingezet als taxivoertuig lichtblauwe kentekenplaten heeft.

#### Soorten taxi's ingedeeld naar brandstof
Behalve de indeling naar doelgroep, kunnen taxi's ook ingedeeld worden naar de energiebron die ze gebruiken: benzine, diesel, elektrisch, waterstof of hybride.
In de taxibranche worden steeds meer elektrische auto's ingezet, zowel op batterijen als op waterstof. De sociale onderneming Taxi Electric in Amsterdam was het eerste private taxibedrijf die in 2011 overging op de volledige elektrische Nissan Leaf en Tesla Model S. Tevens rijden er in Amsterdam zo'n 40 volledig elektrische Nissan Leafs in dienst van Connexxion Taxi Services - Gemeente Amsterdam voor het Aanvullend Openbaar Vervoer. Taxicentrale Amsterdam (TCA) gebruikt onder andere de Hyundai Ioniq. Luchthaven Schiphol heeft 63 van de gangbare Mercedes E-Klasse-diesels vervangen door de Tesla Model S. Ook CABS in Eindhoven rijdt met elektrische taxi's op batterijen. De elektrische taxi kan een omgebouwd benzinevoertuig zijn of een originele elektrische auto. In 2013 nam de Rotterdamse Taxi Centrale (RTC) als eerste taxicentrale in Europa elektrische BYD e6 taxi's in gebruik.
De gemeente Amsterdam is van plan om vanaf 1 januari 2018 taxi’s van vóór 1 januari 2009 uit de milieuzone te weren en vanaf 1 januari 2025 mogen alleen zero-emissie (elektrische) taxi's gebruikmaken van de Amsterdamse taxistandplaatsen.

### Chauffeurspas en taxikeurmerken

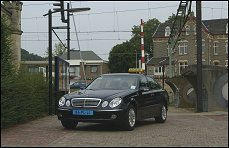
Nederlandse taxi

Sinds 1 januari 2006 zijn nieuwe taxichauffeurs verplicht een diploma te halen. Naast bijvoorbeeld voertuigtechniek, sociale vaardigheden en taalbeheersing wordt bij de examinering enige aandacht besteed aan stratenkennis, hoewel deze sinds het gebruik van navigatieapparatuur minder belangrijk is.
Met het diploma, de verklaring omtrent het gedrag (VOG) en een geneeskundige verklaring kan men de chauffeurspas aanvragen bij het IVW. Chauffeurs zonder pas mogen niet rijden. Heeft de chauffeur van een taxi of taxibusje geen (geldige) pas, dan betreft het waarschijnlijk illegaal vervoer. Vermeend illegale vervoerders worden in de volksmond wel aangeduid met de uit het Jiddisch afkomstige term snorders. In verband met de lange doorlooptijd voor het uitgeven van een chauffeurspas kan een nieuwe chauffeur toch gaan rijden zonder pas, maar hij of zij dient dan wél in het bezit te zijn van een IVW-(getuig)brief.
Om de kwaliteit van taxibedrijven te kunnen aanduiden, is reeds langere tijd certificatie mogelijk. Naast deze ISO 9001-certificering werd in 2004 door de Stichting TX-Keur (op initiatief van KNV Taxi) het alleen in Nederland van kracht zijnde TX-Keur opgezet. Dit keurmerk beoogt de kwaliteit van het taxivervoer te optimaliseren. Aanvullend hebben diverse gemeenten hun eigen (lokale) keurmerken voor taxi's en standplaatsen opgezet. Enige initiatieven van sommige taxivervoerders om zelf ook nog 'eigen keurmerken' te (gaan) ontwikkelen, maakt de reeds onoverzichtelijke wirwar aan (al dan niet onafhankelijke) kwaliteitsduidingen geheel onwerkbaar. Dit alles terwijl er in met name de grotere steden geen sprake blijkt te zijn van kwalitatieve optimalisaties en er geen structurele vermindering van ongewenst gedrag van taxichauffeurs optrad.

#### De prijsstelling voor reguliere taxiritten

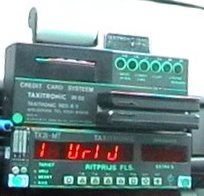
Taxameter met kaartlezer en printer

Elke (straat-)taxi heeft een zogenaamde taxameter. Dit is een (geijkt en jaarlijks gekeurd) apparaat dat de prijs voor de taxireiziger berekent en deze tijdens de rit toont. De prijs van een rit met een taxi wordt vanaf 2012 bepaald door de som van het starttarief, het kilometertarief en het tijdstarief. Het maximum voor de verschillende onderdelen die de uiteindelijke prijs van een taxirit bepaalt, is door het Ministerie van Verkeer en Waterstaat vastgesteld. Door het vastgestelde maximumbedrag zullen er door de taxibedrijven verschillende tarieven gehanteerd kunnen worden.
In principe dient bij de aanvang van iedere reguliere contante taxirit de taxameter in werking te worden gesteld. Feitelijk dus ook indien er met de klant voorafgaande aan een taxirit een zogenaamde `vaste ritprijs´ werd afgesproken. Zo kan de klant zien of de afgesproken ritprijs daadwerkelijk goedkoper was dan wat de rit volgens de taxameter zou hebben gekost.
Alleen indien een taxi alleen wordt ingezet voor zogenaamd contractvervoer, behoeft deze niet te zijn voorzien van een taxameter.

#### De tarieven voor de reguliere taxi
Het ministerie van Verkeer en Waterstaat heeft in Nederland maximumtarieven opgesteld voor reguliere taxiritten.
Tot 2007 waren de tarieven voor een reguliere taxirit opgebouwd als onderstaand:
- Instaptarief: maximaal 2,95 euro (8-persoonstaxi: 8,33 euro)
- Kilometertarief: maximaal 1,94 euro per kilometer (8-persoonstaxi: 2,23 euro per kilometer)
- Wachttarief: maximaal 40,95 euro per uur (zowel 4-persoons- als 8-persoonstaxi)

Deze wettelijk vastgestelde tarieven(structuren) veranderden per januari 2007 in een poging van de overheid om de taxitarieven inzichtelijker te maken.
Onder andere na een verloren rechtszaak tegen de Staat der Nederlanden om het geheel uitgesteld te krijgen, zouden de nieuwe tarieven aanvankelijk per 1 juli 2007 voor iedere taxi verplicht gaan zijn. Vervolgens werd door de overheid besloten om tóch uitgesteld per 1 oktober 2007 verplicht te stellen dat alle taxi´s van de nieuwe tarieven voorzien dienden te zijn. Dit werd echter wederom uitgesteld naar 1 november 2007, met tevens de aankondiging van een hernieuwde rechtszaak van KNV tegen de Staat der Nederlanden. De invoering van de nieuwe taxitarifering werd uiteindelijk herhaald uitgesteld naar 1 februari 2008, ditmaal wegens aan het licht gekomen problemen ten aanzien van de ombouw van diverse taxameters.
Van 1 februari 2008 tot 1 april 2012 gold de onderstaande tarievenstructuur.
- Instaptarief (inclusief de eerste 2 kilometers): maximaal 7,50 euro (8-persoonstaxi: 12,20 euro)
- Opvolgende kilometertarief: maximaal 2,20 euro (8-persoonstaxi: 2,52 euro per kilometer)
- Wachttarief voorafgaand aan een rit: maximaal 33 euro per uur

Nadat aanvankelijk was bepaald dat de opvolgende maximale kilometertarieven 2,05 euro voor een reguliere taxi en 2,35 euro voor een busrit dienden te worden, bleek dit uiteindelijk veranderd te zijn in de bovenvermelde 2,20 respectievelijk 2,52 euro. Voorts was aanvankelijk het wachttarief geheel afgeschaft, wat vervolgens werd veranderd in een mogelijk wachttarief voorafgaand aan een rit. Alle aanpassingen aan onder andere taxameters hebben de taxibedrijven (of bij eventuele vergoedingen door de overheid de gemeenschappelijke middelen) natuurlijk de nodige forse investeringen doen kosten. Hierbij is gebleken dat een aantal taxameters niet of slechts lastig op correcte wijze was om te bouwen voor de nieuwe tarieven.
Een vervoerder mag binnen de nieuwe tarievenstructuur echter ook (aanvullend) een zogenaamd zonetarief, vasteprijstarief, of zitplaatstarief hanteren. De ritprijzen binnen dergelijke tarieven mogen echter niet meer bedragen dat wat de rit maximaal zou kosten volgens het reguliere kilometertarief. Tevens is de vervoerder verplicht de klant voorafgaande aan de rit te attenderen op de verschillende tarieven die gehanteerd worden en de klant dient altijd de mogelijkheid te hebben voor het reguliere kilometertarief volgens de taxameter te kiezen.
In de nieuwe tarievenstructuur kwam het reguliere wachttarief tijdens een rit te vervallen en het instaptarief is inclusief de eerste 2 kilometers. Voorafgaand aan een rit kan er wel een wachtgeld via de taxameter gerekend worden en er bestaat de mogelijkheid om voor diverse 'services' aanvullende kosten (op al dan niet rechtmatige wijze) te rekenen. Gedurende een rit mag een chauffeur in bepaalde gevallen ook wachtgelden vragen, doch dit zal dan eerder een soort aanvullende servicekosten betreffen. De taxi's dienen hun gehanteerde tarieven duidelijk kenbaar te maken met tariefkaarten die op vijf meter afstand van het voertuig leesbaar dienen te zijn. Volgens het Ministerie van Verkeer en Waterstaat was het verder de bedoeling dat de afstand naar attracties en belangrijke bestemmingen zou worden vermeld op bijvoorbeeld informatieborden bij (alle) taxistandplaatsen.
Op veel plaatsen was voor menigeen de taxi bij uitstek het vervoermiddel voor de kortere ritten. Ondanks eerdere perikelen omtrent het ongewenst weigeren van korte taxiritten, blijkt door de invoering van het nieuwe tarievenstelsel (met dus een instaptarief inclusief de eerste twee kilometer) de korte rit ontmoedigd te worden.

#### Tarieven per 1 april 2012
Omdat trage ritten in de spits voor de ondernemer onaantrekkelijk waren doordat de ritprijs uitsluitend bepaald werd door de afstand, werd per 1 april 2012 de tariefstructuur wederom gewijzigd, in het dubbeltariefsysteem. De factor tijd werd opnieuw ingevoerd, en ditmaal niet alleen wanneer de taxi stilstond of beneden een bepaalde snelheid reed, maar gedurende de gehele rit. Hoe vlotter de taxi door kan rijden, des te voordeliger de rit. De bijbehorende maximumtarieven zijn als volgt:
- Wachttijd voorafgaand aan de rit: € 36,60 per uur
- Starttarief (inclusief 0 kilometer): € 2,67 (auto) en 5,42 (busje)
- Kilometertarief: € 1,95 (auto) en 2,46 (busje)
- Tijdtarief: € 0,32 (auto) en 0,37 (busje) per minuut, gedurende de gehele rit

Voor een eenvoudige berekening van de ritprijs bestaan verschillende sites, zoals Taxiprijsberekenen.nl, waar op basis van begin- en eindadres een (benadering van de) ritprijs bepaald kan worden.
Er bestond/bestaat voor (langere) taxiritten soms de mogelijkheid om voorafgaande aan de rit in overleg met de chauffeur voor het geldende vasteprijstarief te kiezen. Het onderhandelen over de prijs blijft echter verboden, al zal het wellicht discutabel blijven of dergelijke wettelijke verboden in de praktijk enig doel dienen.
Genoemde prijzen zijn per rit, ongeacht het aantal personen. Bij een deeltaxi geldt een zitplaatstarief (al dan niet in een zekere combinatie met een zonetarief) per persoon. Het wordt doorgaans gebruikt bij taxivervoer gebaseerd op een zekere collectiviteit. Hierbij huurt een klant feitelijk dus geen taxi(bus), doch slechts een zitplaats.
Tijdens het wachten gedurende een rit kan een taxichauffeur vooraf afspraken met een klant maken over de kosten ten aanzien van de wachtgelden. Aanvullend mag de taxi afwijkende tarieven voor bijvoorbeeld ritten overdag dan wel in de nacht hanteren, of zogenaamde extra service- of reserveringskosten berekenen. Een van de oorspronkelijke doelstellingen om tot de nieuwe tarifering te komen, was echter de ritprijzen voor klandizie goedkoper én (met name) 'inzichtelijker' te maken. De onzekerheid voor reizigers wat een reguliere taxirit uiteindelijk zal gaan kosten, zou namelijk het voornaamste obstakel zijn voor mensen om gebruik te maken van taxivervoer.
De praktijk geeft te zien dat de nieuwe tarievenstructuur de inzichtelijkheid in ritprijzen niet ten goede is gekomen. En in de dagelijkse praktijk blijkt tevens dat de prijsverschillen tussen taxivervoerders niet significant zijn geworden. Waarbij een (korte) rit door de marktwerking en het nieuwe tarievenstelsel in sommige gevallen voor de klant iets goedkoper lijkt te zijn geworden, terwijl andere ritten weer wat duurder werden. Als tenminste de chauffeur überhaupt de minder lucratieve rit wenst te rijden, zonder hier (wederrechtelijk) zogenaamde woekerprijzen voor te vragen. Voorts lijken de werkelijke prijsvechters het niet te hebben gered, door faillissementen of doordat bij controles bleek dat de lage tarieven bereikt werden door een onrechtmatige bedrijfsvoering.
In januari 2009 werden de 75 pagina's tellende resultaten van een onderzoek ten aanzien van de taxibranche gepubliceerd (betreffende ditmaal de taxitarifering en de vermeende invloed hiervan op de recente ontwikkeling van de taxibranche). Vanuit diverse kanten werd echter ook deze 'evaluatie taxitariefstructuur' bekritiseerd en dan met name de wijze waarop het Ministerie van Verkeer en Waterstaat de resultaten publiekelijk onheus in eigen voordeel uitlegde. Opmerkelijk was onder andere dat het vermeend goedkoper zijn geworden van korte ritten werd overbelicht, terwijl de langere ritten duurder zouden zijn geworden. Het overgrote deel van de taxiklanten blijkt niet de nieuwe wettelijke regels ten aanzien van de nieuwe taxitariefstructuren te zijn gaan gebruiken, maar de communicatie met de chauffeur of centrale is hierbij van prominent belang gebleven. (Meer dan de helft van de onderzochte mensen zou bijvoorbeeld helemaal geen prijsinformatie op de taxi raadplegen, waarbij menigeen die dergelijke gegevens wel raadpleegde vervolgens toch zelf geen inschatting van de ritprijs kon maken.) De gewraakte (nieuwe) tarifering blijkt geen kwaliteitsverbetering, geen betere beschikbaarheid van taxi´s, noch een toename van enig taxigebruik tot gevolg te hebben gehad. Dit aangevuld met gegevens dat de omzetten voor (straat)taxibedrijven gedaald zouden zijn en het niet (meer) geven van fooien aan chauffeurs blijkt mede te worden veroorzaakt doordat reizigers hun taxirit als te duur zouden zijn gaan ervaren.

### Controle en handhaving
De Inspectie Leefomgeving en Transport (ILT) is de overheidsdienst die mede toeziet op de naleving van de (taxi- en vervoer)wetgeving. Deze dienst valt onder verantwoordelijkheid van het Ministerie van Verkeer en Waterstaat.
Echter, door de enorme verdeeldheid van verantwoordelijkheden binnen de diverse afzonderlijke vormen van vervoer (zoals ziekenvervoer, gehandicaptenvervoer, schoolvervoer of bijvoorbeeld straattaxivervoer) blijkt dat het (taxi)vervoer doorgaans onder een enorme diversiteit aan uiteindelijk verantwoordelijken valt. Vaak zorgt deze ondoorzichtige verdeeldheid ervoor dat helemaal niemand meer op de hoogte is van enige verantwoordelijkheid dan wel toezichthoudende, controlerende en handhavende taken. Dit bleek onder andere tijdens een televisie-uitzending van TROS Radar op 12 maart 2007 ten aanzien van in déze het ziekenvervoer. Het taxivervoer op zich kan dus onder verantwoordelijkheid van het ministerie van Infrastructuur en Milieu vallen, terwijl specifiek het ziekenvervoer aanvullend onder de uiteindelijke verantwoordelijkheid van de Nederlandse Zorgautoriteit blijkt te vallen. Dit aanvankelijk zelfs zonder dat de Nederlandse Zorgautoriteit zelf hiervan op de hoogte bleek te zijn.
Vervolgens blijkt enig vervoer soms onder verantwoordelijkheid van lokale gemeenten te vallen, in andere gevallen is er sprake van bijvoorbeeld een provinciale of een landelijke aanbestedingsopdracht. Iedere opdrachtgever kan vervolgens eigen (aanvullende c.q. tegenstrijdige) eisen stellen, aparte controle instrumenten hanteren en/of bijvoorbeeld op een individuele wijze klachten afhandelen.
Dit alles maakt het natuurlijk aanvullend nagenoeg onmogelijk om een algeheel geldend 'kwaliteitslabel' toe te kennen aan vervoerders. Eind 2008 en begin 2009 verviel een groot aantal keurmerken van oorspronkelijk TX-Keur gekwalificeerde bedrijven.
Naast de controles en de handhaving door de ILT, hebben taxichauffeurs tijdens het dagelijkse werk natuurlijk aanvullend van doen met de (verkeers)politie, de gemeentelijke handhaving, verkeersregelaars en bijvoorbeeld (taxistandplaats)toezichthouders. Vanuit de taxi- en vervoersbranche is er reeds jaren kritiek op met name het geheel van de wijze der handhaving door de diverse verschillende instanties, waarbij dit geheel bepaalt niet meer bij leek te dragen tot een optimalisatie van het (taxi)vervoer.

### Taxioorlog en onrust
Er zijn in vroeger jaren reeds meerdere onrustige momenten geweest binnen en tussen de taxi- en vervoersbranche. Rond 1926/1927 waren er incidenten tussen diverse bij een taxicentrale aangesloten chauffeurs en de zogenoemde vrije rijders. In de jaren 30 waren er onrustige momenten tussen openbaar vervoerders en de taxibranche. Dit kwam onder andere doordat de toenmalige zogenoemde wilde taxi´s met collectief vervoer (lijn)diensten onderhielden die meer en meer door het opkomende reguliere openbaar (bus)vervoer werden overgenomen. En ook de invoering van de treintaxi verliep niet geruisloos, omdat de straattaxi het gesubsidieerde (taxi)vervoer als broodroof bezag. Veel onrust blijkt voorts telkenmale gebaseerd te zijn op vragen rond de regulering versus deregulering van taxi's. Een werkelijk inzicht in hoeveel taxi's er nodig zijn, blijkt tot op heden nagenoeg niet in kaart gebracht te kúnnen worden. Aanvullend lijkt de taxibranche in een groot aantal gevallen zich gedupeerd te voelen door vermeende oneerlijke concurrentie, financiële perikelen rond vervoersopdrachten dan wel de onzekerheden die gepaard gaan met het telkens wisselen van vervoersvoorzieningen uitgevoerd door de taxi- versus openbaarvervoerders.

### Liberalisering taximarkt in 2000
Op 1 januari 2000 werd de Nederlandse taximarkt geliberaliseerd. De liberalisering was een initiatief van de toenmalige minister van Verkeer en Waterstaat. Onder het bewind van minister Jorritsma-Lebbink werd de Wet personenvervoer 2000 ontworpen. Deze wet werd vervolgens ingevoerd door haar opvolger Tineke Netelenbos. Na het vrijgeven van de taximarkt ontstond er grote en relatief langdurige onrust onder de taxichauffeurs (de "taxi-oorlog"). De taxivergunningen - die onderhands voor veel geld verhandeld werden - bleken waardeloos, en veel nieuwe taxichauffeurs deden hun intrede. Het vrijgeven van de markt leidde enige malen tot grote frustraties tussen gevestigde chauffeurs en nieuwkomers. Op standplaatsen vonden soms massale vechtpartijen plaats, onder andere in Utrecht, Amsterdam en Den Haag.
Gevolgen van de liberalisatie van de Nederlandse taximarkt waren onder andere:
- Een eenvoudige(r) start voor kleine zelfstandigen.

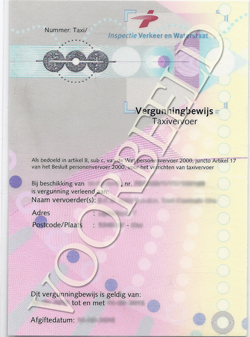
Voorbeeld van taxivergunning

- Deze vrijgave hield in dat in de taxibranche het (dure) vergunningensysteem was komen te vervallen. Formeel waren de vergunningen niet kostbaar, maar taxiondernemers (met name in de grote steden) verhandelden de vergunningen onderling voor veel geld. Dit kwam voort uit het beperkte aantal vergunningen dat werd uitgegeven per gebied of stad. Deze vergunningen werden tot 1988 uitgegeven en beheerd door de gemeenten. Na 1988 werden deze vergunningen uitgegeven en beheerd door de provincies. Hierop golden een paar uitzonderingen. Voor het gebied Amsterdam bijvoorbeeld, bleef de Gemeente Amsterdam de vergunningen beheren binnen het zogenaamde AZAM-gebied).[35]
- Introductie van de chauffeurspas.
- Een landelijk vastgesteld maximumtarief voor taxiritten.
- Grotere taxibedrijven zagen hun monopoliepositie in gevaar komen.
- De first-in-first-outregeling op taxistandplaatsen kwam te vervallen. Een klant hoefde op een taxistandplaats niet langer de eerste taxi in de wachtrij te nemen, hij mocht zelf kiezen. In de praktijk kwam hier echter niets van terecht.
- Het taxivervoer op bijvoorbeeld Schiphol moest voortaan via (periodieke) openbare aanbestedingen aan vervoerders worden gegund.

Minister Jorritsma en later Netelenbos voorspelden dat met de liberalisering van de taximarkt het aanbod van taxi's zou stijgen; hierdoor zou de concurrentie toenemen. Taxiondernemers, zo dachten de ministers, zouden daardoor klantvriendelijker worden en de prijzen voor een taxirit zouden dalen. Op de taxi moest duidelijk staan wat de instap- en kilometerprijs was, zodat een klant zelf zijn taxi kon kiezen.
Na de liberalisering steeg het aantal taxi's fors: in de periode 2000-2002 nam het aantal taxi's toe van 16.000 naar 23.000, en in 2009 was dit aantal bijna verdubbeld naar 45.000. In tegenstelling tot wat Jorritsma en Netelenbos voorspelden, daalde de ritprijs echter niet, de taxi werd juist fors duurder: 25 procent. Ook kwamen er niet meer klanten, door de 'wildwest-taferelen' op sommige standplaatsen kiezen juist steeds minder mensen voor de taxi. Ook blijkt het afschaffen van de fifo-regel niet te werken, hoewel klanten in theorie mogen kiezen welke taxi ze nemen, 'dwingen' sommige chauffeurs de klant om de eerste taxi op een standplaats te nemen. De klant kan alleen een andere taxi kiezen als de voorste chauffeur in de rij hem weigert bijvoorbeeld omdat de rit te kort is. Ook de kwaliteit van het taxivervoer zou niet verbeteren.
De opvolger van Tineke Netelenbos, verkeersminister Karla Peijs, kwam met voorstellen om de dienstverlening in de taxisector te verbeteren. Nieuwe taxichauffeurs moeten vanaf juli 2004 examen doen waarbij hun rijvaardigheid, stratenkennis en omgangsvormen getest wordt. Ook moeten ze de door hen gehanteerde tarieven beter zichtbaar maken.
In 2007 kwam de politiek met een nieuwe tariefstructuur voor de taxi, deze nieuwe regels traden in februari 2008 in werking. In theorie geldt er vanaf die datum een maximuminstaptarief en een vast bedrag per kilometer. In de praktijk houden lang niet alle chauffeurs zich hieraan, dit geldt zeker in de grote steden waar klanten vaak moeten onderhandelen over de ritprijs. In juni 2008 gaf staatssecretaris van Verkeer Tineke Huizinga toe dat het vrijgeven van de taximarkt niet had gebracht wat de politiek ervan verwachtte in 2000. Huizinga kondigde in 2008 een nieuwe Taxiwet aan waarin gemeenten meer bevoegdheden krijgen om grip te krijgen en houden op de taximarkt.

#### Situatie 2009: Nog altijd onrust
Begin februari 2009 bleek uit een grootschalige controle dat diverse kleine straattaxibedrijven zich feitelijk bezighielden met concurrentievervalsing. Aanvullend blijkt ook nog eens dat er diverse verschillende inzichten bestaan ten aanzien van 'Randstedelijk beleid' versus de situatie in de rest van Nederland.
In 2009 telde Nederland circa 45.000 taxichauffeurs, waaronder 40.000 georganiseerde chauffeurs en 5.000 vrije rijders. Amsterdam telde met 3.500 de meeste vrije rijders. Deze vrije rijders zijn niet alleen afkomstig uit de hoofdstad, vooral in het weekend komen chauffeurs uit andere delen van het land hun geluk in Amsterdam beproeven. Bij taxistandplaatsen op bijvoorbeeld het Leidseplein, het Rembrandtplein en het Centraal Station Amsterdam vormden zich lange taxi-files en werden klanten afgezet en geïntimideerd door groepjes chauffeurs. Bij het Centraal Station stelde de gemeente Amsterdam in 2009 toezichthouders aan. Op 5 juli werd een taxiklant op het Leidseplein doodgeslagen door een taxichauffeur. Tineke Huizinga, staatssecretaris van Verkeer en Waterstaat, kondigde een jaar daarvoor al maatregelen aan om de problemen in de taxibranche te bestrijden, na de dood van de taxiklant meldde ze dat de Tweede Kamer snel een brief kon verwachten.
In de brief aan de Tweede Kamer borduurde Huizinga voort op haar Toekomstvisie Taxi uit 2008. Het vergunningenstelsel keert niet terug, maar gemeenten krijgen wel de bevoegdheid om vrije rijders te dwingen zich aan te sluiten bij een organisatie. Op die manier zijn vrije rijders niet langer anoniem. Verder moeten chauffeurs goed opgeleid zijn en moet er een klachtenregeling voor klanten komen. Als de organisatie niet voldoet aan de eisen, dan kan de gemeente de taxi's uit de stad weren.

#### Controle, handhaving en de boordcomputer
Na enkele jaren met harde hand selectief te hebben gehandhaafd (waarbij buitensporige boetes niet werden geschuwd) lijkt het IVW vanaf medio 2009 soepeler te (willen) gaan optreden tegen de zogenoemde "zachte" overtredingen. Dit zijn administratieve overtredingen waarbij een chauffeur zich verschreven heeft.
Tegen de zogenoemde "harde" overtredingen (waaronder bijvoorbeeld de doelbewuste fraude) zal wél hard opgetreden blijven worden, met zeer hoge boetes. Vooralsnog zal anno 2009 echter nog niet geheel duidelijk zijn welke (al dan niet nieuwe) koers de eind 2008 aangetreden nieuwe inspecteur-generaal van de IVW zal gaan volgen. De vraag kan gesteld worden of technische voorzieningen, administratieve controles of bijvoorbeeld hoge bekeuringen als afzonderlijke maatregelen de problemen uiteindelijk oplossen dan wel voor kwaadwillenden juist olie op het vuur zijn om tot meer ongewenst gedrag te geraken. Tevens valt het te bezien of goedbedoelde (vrijwillige) initiatieven vanuit vervoerders nog wel kunnen slagen indien KNV Taxi of overheden menen dergelijke voorbeelden in verplichte wet- en regelgeving te willen vertalen.
Door de wetgever werd besloten dat een boordcomputer (BCT) wettelijk verplicht zal worden gesteld in iedere Nederlandse taxi. Dit zou dienen bij te dragen aan een betere handhaving jegens de (deels vooralsnog sceptische) taxibranche en voorts behoren bij te dragen tot een zekere administratieve lastenverlichting voor de taxiondernemers en/of -chauffeurs. Door technische problemen werd de invoering van de BCT vooralsnog echter eenmaal uitgesteld anno 2009. Inmiddels is de door de overheid vastgestelde (definitieve) ingangsdatum voor de BCT 1 juli 2014.

#### Situatie Amsterdam
Hoewel de problemen met de taxi's zich in alle grotere steden (en soms ook daar buiten) voordeden, kregen de problemen in Amsterdam de meeste aandacht. Bij taxistandplaatsen op bijvoorbeeld het Leidseplein, het Rembrandtplein en het Centraal Station vormden zich lange taxi-files en werden klanten geïntimideerd. Bij het Centraal Station stelde de gemeente Amsterdam in 2009 toezichthouders aan die de wantoestanden op de standplaats moesten bestrijden. Op andere plekken in de stad, waaronder het Leidseplein, bleven groepen chauffeurs voor problemen zorgen. De chauffeurs die voor problemen zorgden waren zogenaamde vrije rijders die niet zijn aangesloten bij een centrale als de TCA. Het Leidseplein was al jaren berucht vanwege de intimidatie van taxiklanten, het vragen van te hoge ritprijzen en het weigeren van in de ogen van de chauffeurs te korte ritten. Op 3 juli 2009 rapporteerde Het Parool uitgebreid over de misstanden op het Leidseplein, Het Parool sprak van 'taxigangsters'. Twee dagen na deze reportage, op 5 juli 2009, wordt een taxi-klant op het Leidseplein doodgeslagen door een taxichauffeur. Er was een ruzie ontstaan over de door de chauffeur gevraagde te hoge ritprijs, deze ruzie liep voor de klant fataal af. Na de dood van de taxiklant kondigde de gemeente Amsterdam en staatssecretaris Tineke Huizinga van Verkeer maatregelen aan.

#### Situatie 2011
Vanaf het najaar 2011 is het opnieuw voor iedereen mogelijk een taxionderneming te starten. Zowel KNV Taxi als de overheid lijken daarmee te erkennen dat het ingevoerde chauffeursexamen niet het gewenste resultaat opleverde. Eveneens zou de verantwoordelijke minister, Melanie Schultz van Haegen, overwegen om het destijds ingevoerde taxirijbewijs af te gaan schaffen. Om de kwaliteit te verbeteren, zouden er taxiverenigingen in de grote steden opgericht dienen te worden. En ook de tarievenstructuur zou wellicht weer aangepast gaan worden. Dit zodat de factor tijd opnieuw onderdeel van de ritprijs wordt.

#### Situatie 2012
Uber start met haar dienst Uberblack. In eerste instantie nog als luxe taxidienst, maar enkele jaren later zal Uber haar diensten uitbreiden met het omstreden, en later verboden, UberPOP. Het betekent het begin van een ander tijdperk in de taximarkt waarin de regionale taxibedrijven in Nederland concurrentie krijgen van partijen die zonder taxi's toch de taximarkt betreden.

#### Situatie 2016
De nieuwe taxiwet wordt ingevoerd door Sharon Dijksma, een wet die het zzp'ers eenvoudiger maakt om als taxichauffeur aan de slag te gaan. De vakbekwaamheidseis wordt losgelaten en enkele andere regels verder versoepeld. Het aantal startende taxibedrijven in 2016 is 3 maal zo hoog als het jaar daarvoor.

#### Situatie 2017
De opkomst van zogenaamde 'vroegboek'-platformen begint een vlucht te nemen. Partijen als Gogido, Sneleentaxi en Tinker krijgen een dominante rol in het vooraf geboekt taxivervoer. Ondanks de populariteit van het platform is het toch Tinker dat in juni 2017 failliet gaat.

## Nederlandse Antillen
De taxibranche op de tot het Koninkrijk der Nederlanden behorende eilanden in de Caribische Zee is vooralsnog anders georganiseerd dan in Nederland. Taxi's kunnen herkend worden aan de letters TX in het kenteken. Soms wordt deze herkenbaarheid aangevuld met een taxilicht op het dak van het voertuig. Voorts dienen taxichauffeurs een legitimatiebewijs zichtbaar te dragen. Een taxi of taxibusje kan op een taxistandplaats worden aangetroffen, er kan telefonisch gereserveerd worden of men kan er een  op straat staande houden.
In principe dient er gewerkt te worden met zogenaamde vaste ritprijzen, die door de overheden zijn vastgesteld. Eventuele taxameters behoren dergelijke ritprijzen aan te geven en de tarieven voor overdag, 's avonds of bijvoorbeeld gedurende het weekeinde/feestdagen zijn verschillend. De betreffende taxitarieven zijn terug te vinden in de zogenaamde 'Taxi Tariff Guides' die verkrijgbaar zijn bij vliegvelden, hotels of bijvoorbeeld toeristische voorzieningen.
Op diverse plaatsen op de Nederlandse Antillen en Aruba is gestart met programma's om te trachten toeristen op een doorzichtiger wijze van dienst te zijn. Hiertoe is in Bonaire bijvoorbeeld in april 2007 het 'New Tourism Awareness Program' van kracht gegaan.

## België
De Belgische taxi levert overeenkomstige diensten aan als in Nederland (zoals de straattaxi, leerlingenvervoer, collectief vervoer, gehandicaptenvervoer en bijvoorbeeld semi-openbaar vervoer zoals de 'lijntaxi').
Een chauffeur dient in België te slagen voor een examen om in het bezit te komen van een 'geschiktheidsattest'. Om überhaupt aan een examen deel te kunnen nemen dient een aspirant-chauffeur (naast het beschikken over de gebruikelijke zaken als een rijbewijs, identiteitskaart en een 'getuigschrift van goed zedelijk gedrag') de zogenaamde 'gedragstesten' met goed gevolg te hebben afgelegd. Een taxichauffeur kan als zelfstandige werken, aangesloten zijn bij een telefooncentrale of in loondienst voor een werkgever vervoer verrichten.
De taxidichtheid per 1000 inwoners ligt anno 2007 in België lager dan in Nederland. Om taxivervoer te kunnen aanbieden, dient een vervoerder een vergunning bij de plaatselijke gemeente aan te vragen. Dit komt doordat de Belgische taxiwetgeving werd geregionaliseerd naar de gewesten. Enkel in het Brussels Hoofdstedelijk Gewest houdt het ministerie zich bezig met het uitreiken van vergunningen. Benevens de landelijke wetgeving en federale wetgeving, dient de taxibranche zich te richten naar de lokale regels. Een Belgische taxivervoerder mag slechts diensten aanbieden in het eigen verzorgingsgebied waarvoor de vergunning is toegekend. Dit is vergelijkbaar met de situatie in Nederland vóór het jaar 2000.
Enkele (deels) opmerkelijke regels uit het Politiereglement Taxidiensten zijn wellicht onder andere:
- De voertuigen moeten bestendig en in zeer zindelijke staat gehouden worden. Deze waarmede door een besmettelijke ziekte aangetaste personen werden vervoerd of die door radioactieve of andere stoffen besmet zijn, moeten onmiddellijk gedesinfecteerd of ontsmet worden.
- Op de standplaatsen waar de voertuigen in rijen of groepen zijn opgesteld mag, zo de veiligheid of de gemakkelijke doorgang niet gehinderd wordt, het eerste voor vertrek aan de beurt komende voertuig ten hoogste één meter naar voren uit de rij worden geplaatst. Wanneer iemand een taxi vraagt zonder het nummer ervan op te geven noch de chauffeur aan te duiden, moet het eerste voertuig van de rij de rit uitvoeren.
- Het is de chauffeurs verboden te roken als het voertuig bezet is.
- Het is verboden een radiotoestel, een geluidsversterker, een opnametoestel, behoudens het radiotelefonisch diensttoestel, aan te zetten tenzij op verzoek van de reiziger.
- Het is verboden met het voertuig rond te rijden om klanten te zoeken. Na een gemotiveerd verzoek van het stadsbestuur moet de taxi-exploitant een chauffeur afdanken die met het voertuig rond heeft gereden om klanten te zoeken.
- Een chauffeur mag iemand als klant weigeren als die over een lange afstand of naar een schaars bewoonde plaats wenst te worden gebracht tenzij zijn identiteit kan worden vastgesteld, zo nodig door tussenkomst van de plaatselijke politie of van de rijkswacht.

Een taxi in België is doorgaans te herkennen aan het daklicht en een kentekenplaat beginnend met de letters 'TX'. Indien het om zogenaamde 'chauffeursdiensten' handelt (verhuurder met bestuurder) dienen de kentekenplaten te zijn voorzien van de letters 'TXH' of 'TXL'. De taxi dient te zijn uitgerust met een taxameter en affiches waarop de gehanteerde (en door de plaatselijke overheid akkoord bevonden) ritprijzen vermeld staan.
Vanaf 2008 zal een nieuw Waals decreet ingevoerd worden om de betreffende taxisector beter te reglementeren en wagens die op biobrandstoffen rijden of minder dan 115 gram CO2 uitstoten belastingtechnisch te ontlasten. In 2005 werd door de Brusselse regering het Taxiplan gelanceerd, wat voorts, beetje bij beetje, lijkt te worden doorgevoerd. Dit geheel zou de taxisector aantrekkelijk(er) dienen te maken, door onder andere de onderstaande zaken te beogen:
- Alle voertuigen krijgen dezelfde kleur.
- Er komt één (telefonisch) oproepnummer.
- Stewards worden ingezet bij wegenwerken.
- Een vast tarief voor kortere ritten wordt ingevoerd.
- De chauffeursopleiding wordt tot 2 maanden verkort.
- Fiscale en sociale fraude dient bestreden te worden.
- Er wordt een sociale tak opgericht voor hulp bij conflicten tussen werkgevers en werknemers.

Echter, net als in onder andere Nederland met zijn 'taxioorlog' blijken ook in België danige perikelen binnen de taxibranche te spelen. Voorbeelden hiervan waren onder andere eind 2008 terug te vinden in Sint-Niklaas, Mechelen en bijvoorbeeld Gent. En ook in België lijkt de vermeende hetze tegen een minderheid aan kwaadwillenden in de media alle aandacht op te slokken, waardoor soms mensonterende situaties waarbinnen menigeen het vervoerswerk dient te verrichten vaak wordt onderbelicht.
Ten aanzien van de tarifering bestaat ook in België, anno oktober 2007, behoorlijke ophef. De Belgische taxichauffeurs zijn boos omdat er een tarifering wordt ingevoerd van 7 euro voor de eerste drie kilometers (onafhankelijk van de tijd die het traject kost). Het oudere tarief was qua structuur, grotendeels vergelijkbaar met de structuur van voor 2007 in Nederland (met een instaptarief, een kilometerprijs en wachtgelden). Hierboven kon de taxi een toeslag in rekening brengen voor bijvoorbeeld nachtelijk vervoer.
Er zijn voorts twee soorten reguliere tarieven beschikbaar op de Belgische taxameters. Het eerste tarief (tarief I) geldt indien de rit de perimeter niet verlaat dan wel indien de klant het voertuig niet verlaat en zich laat terugbrengen naar het vertrekpunt. Het tweede (dubbele) tarief (tarief II) geldt indien de perimeter tijdens de rit wordt verlaten of indien de klant het voertuig verlaat en de taxi zónder bezetting naar de standplaats moet terug rijden. Onder perimeter dient verstaan te worden de lijn die een zone afbakent waar binnen de terugrit van de taxi naar zijn standplaats niet aangerekend wordt.

## Aanvullende afbeeldingen

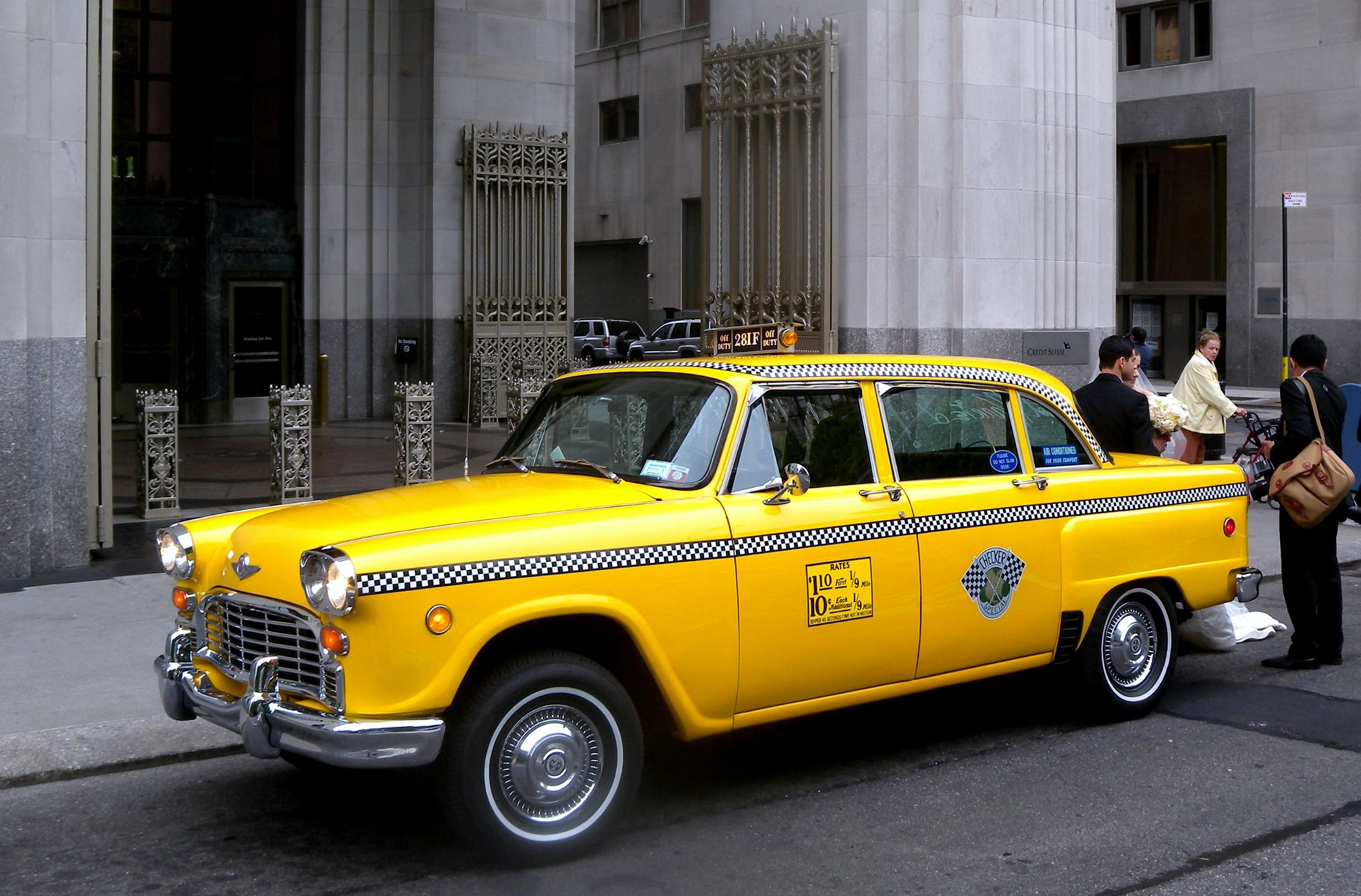
Klassieke Checker cab in New York
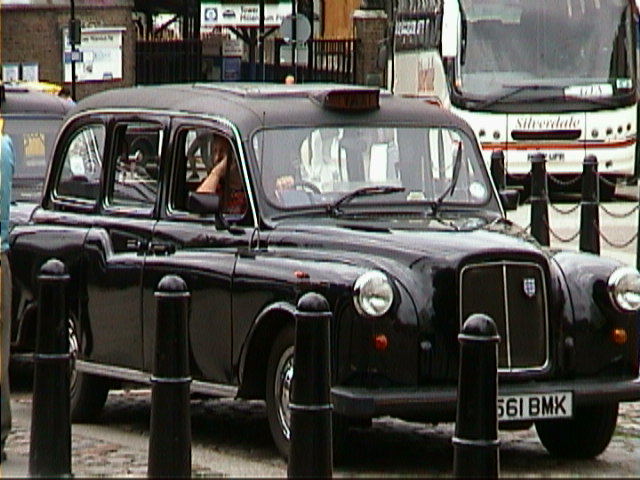
Een Hackney, een klassieke Londense taxi
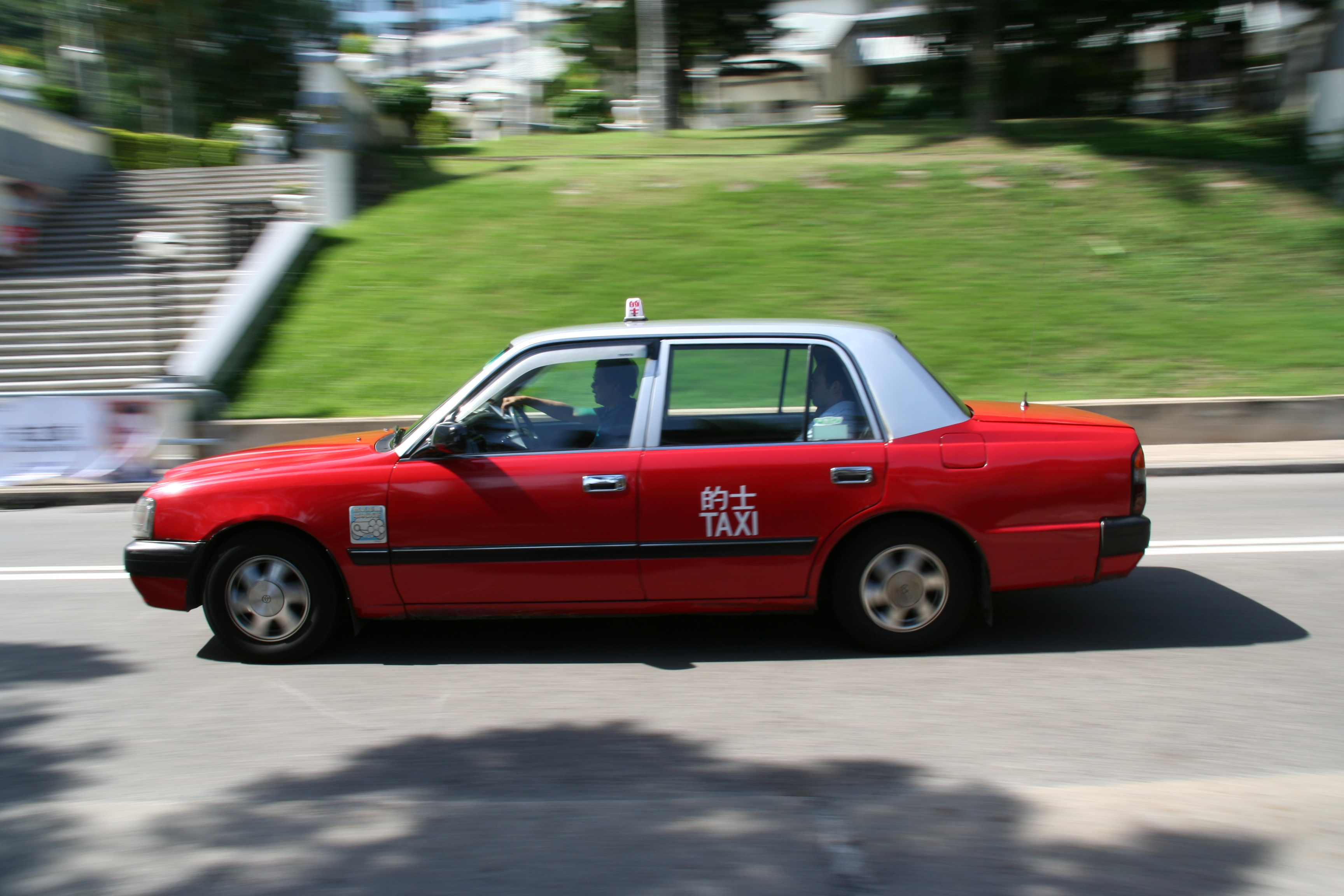
Taxi, Hongkong (Toyota Crown Comfort)
Taxi, Alexandrië (Lada)
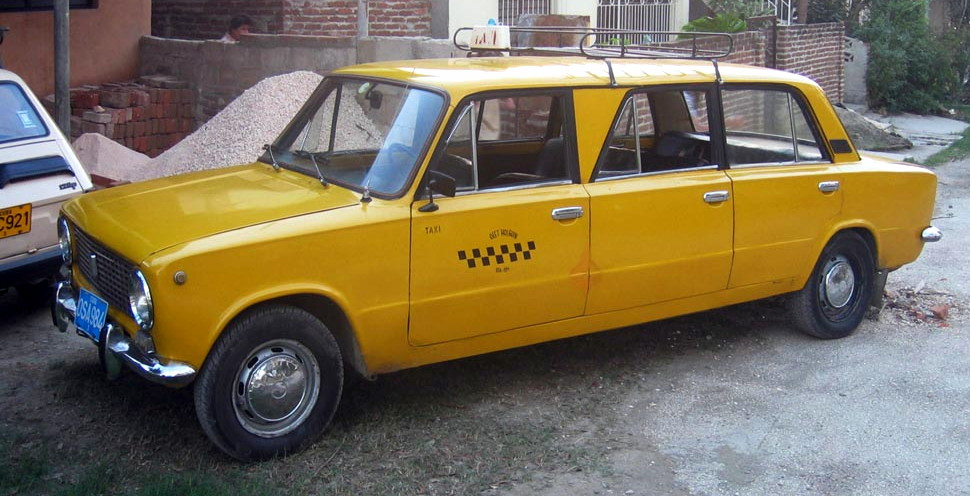
Taxi, Cuba (Lada Limousine)
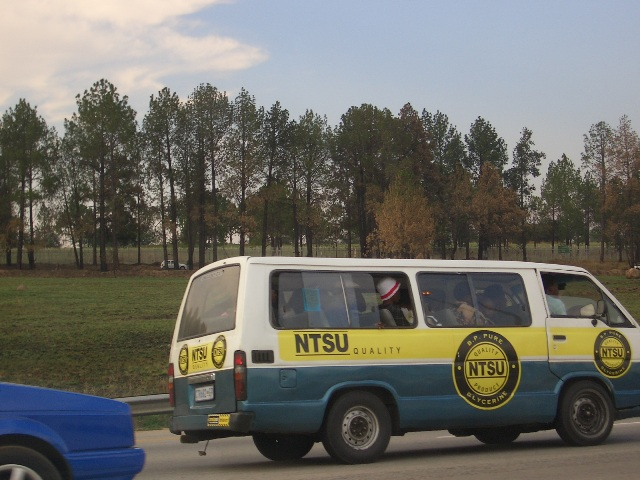
Taxibus, Johannesburg (Toyota Hiace)
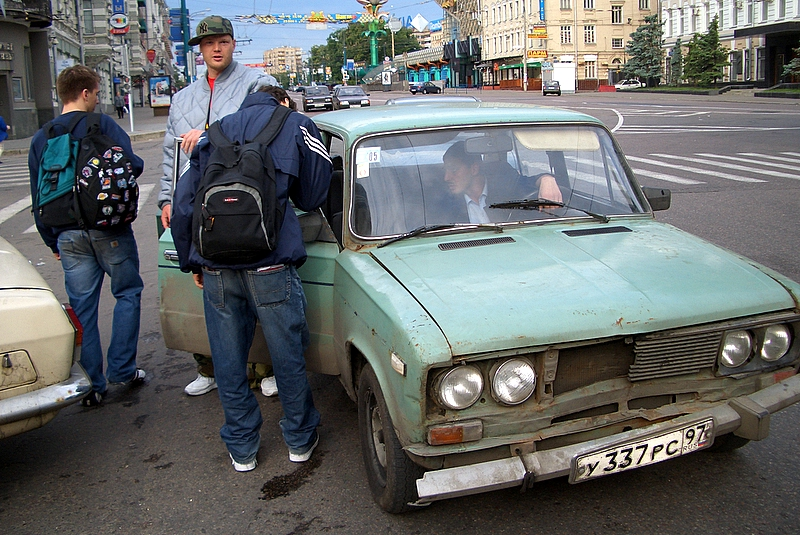
"Snorder", Moskou (Lada)
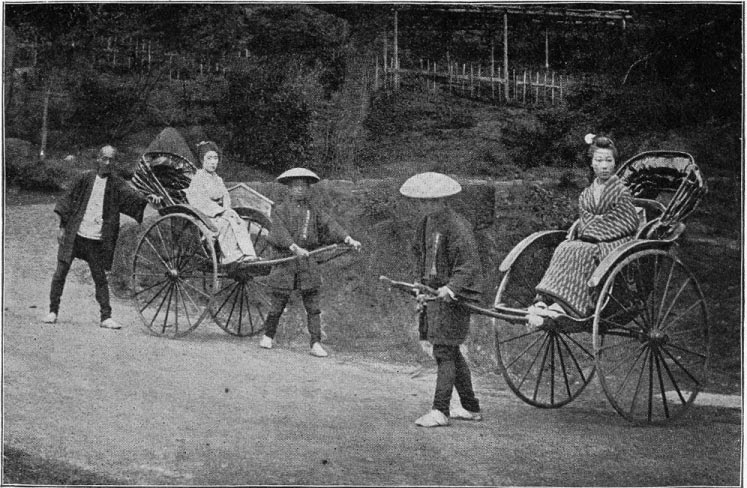
Oude riksja's, Japan
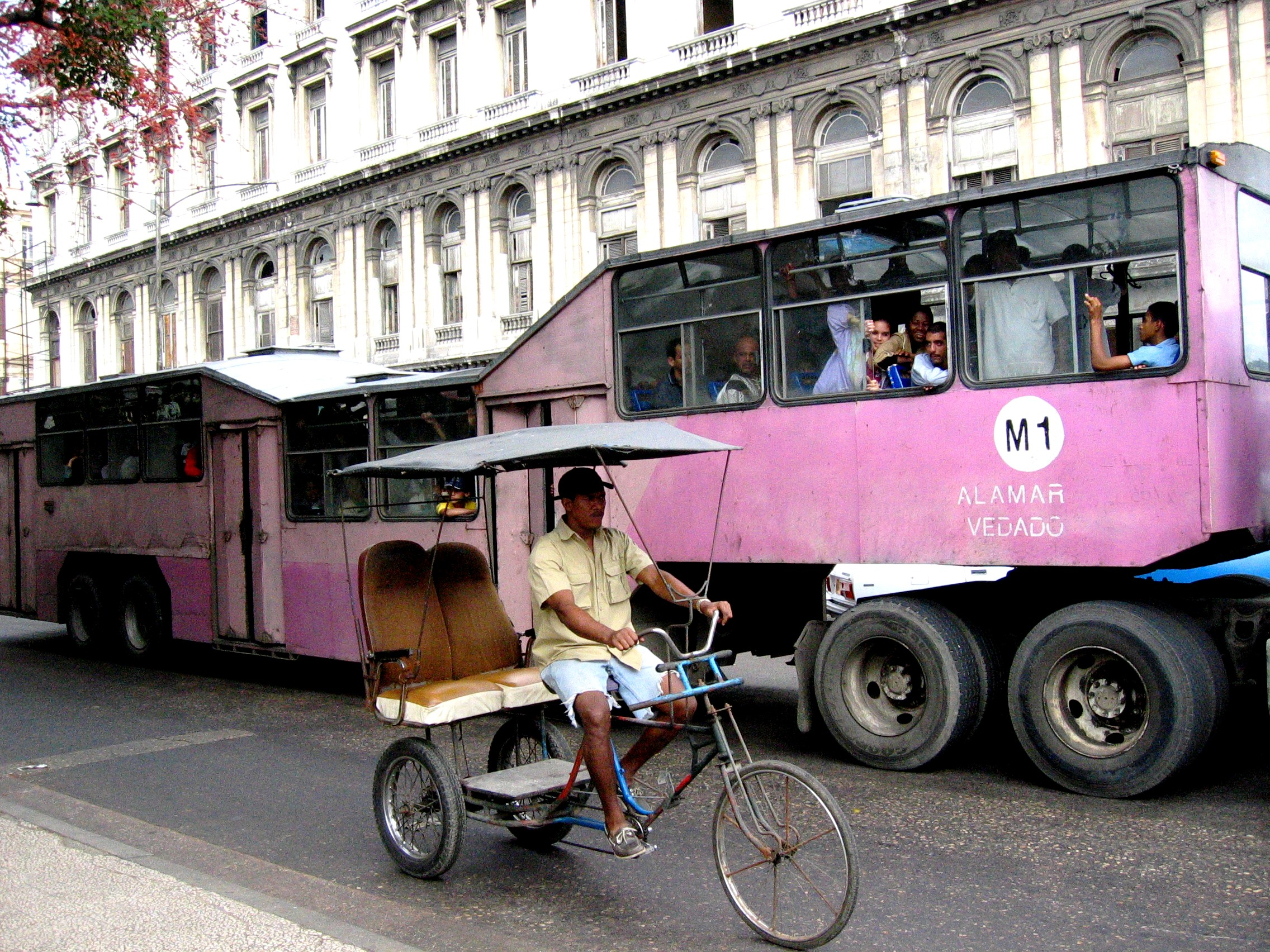
Fietstaxi, Cuba
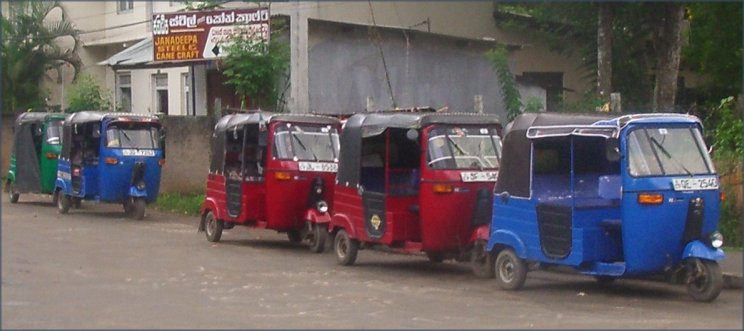
Scootertaxi's, Sri Lanka
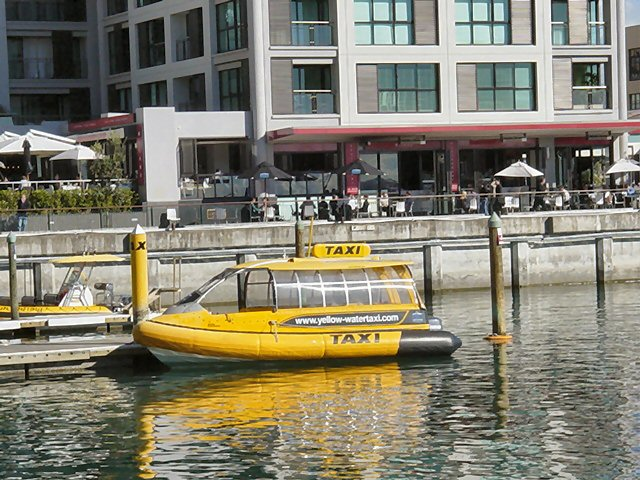
Watertaxi, Auckland
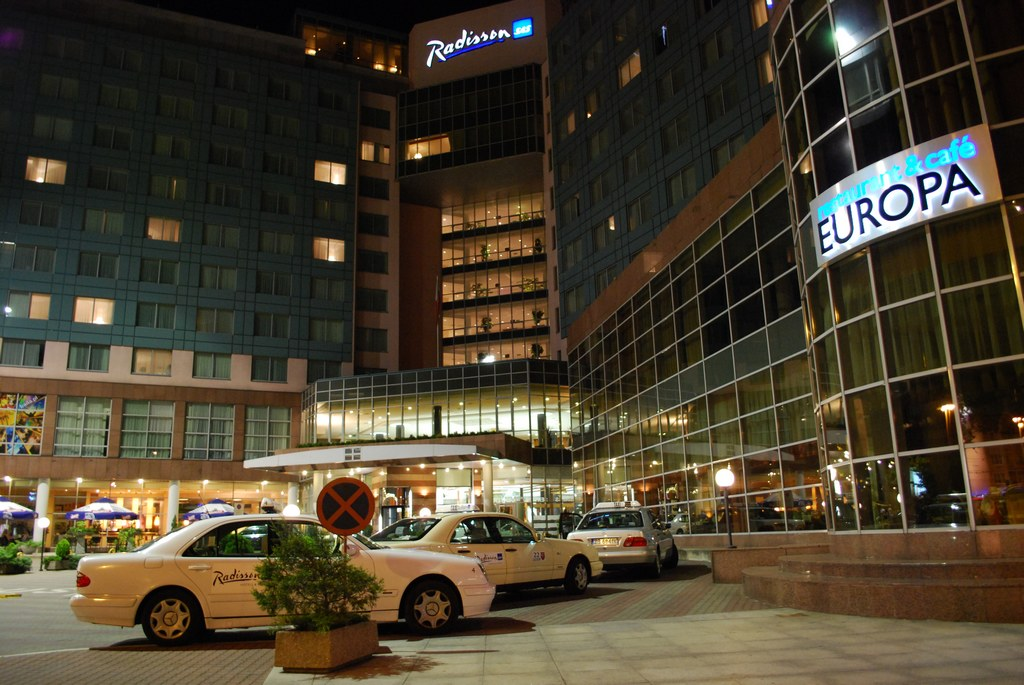
Taxi, Szczecin, Polen (Mercedes)
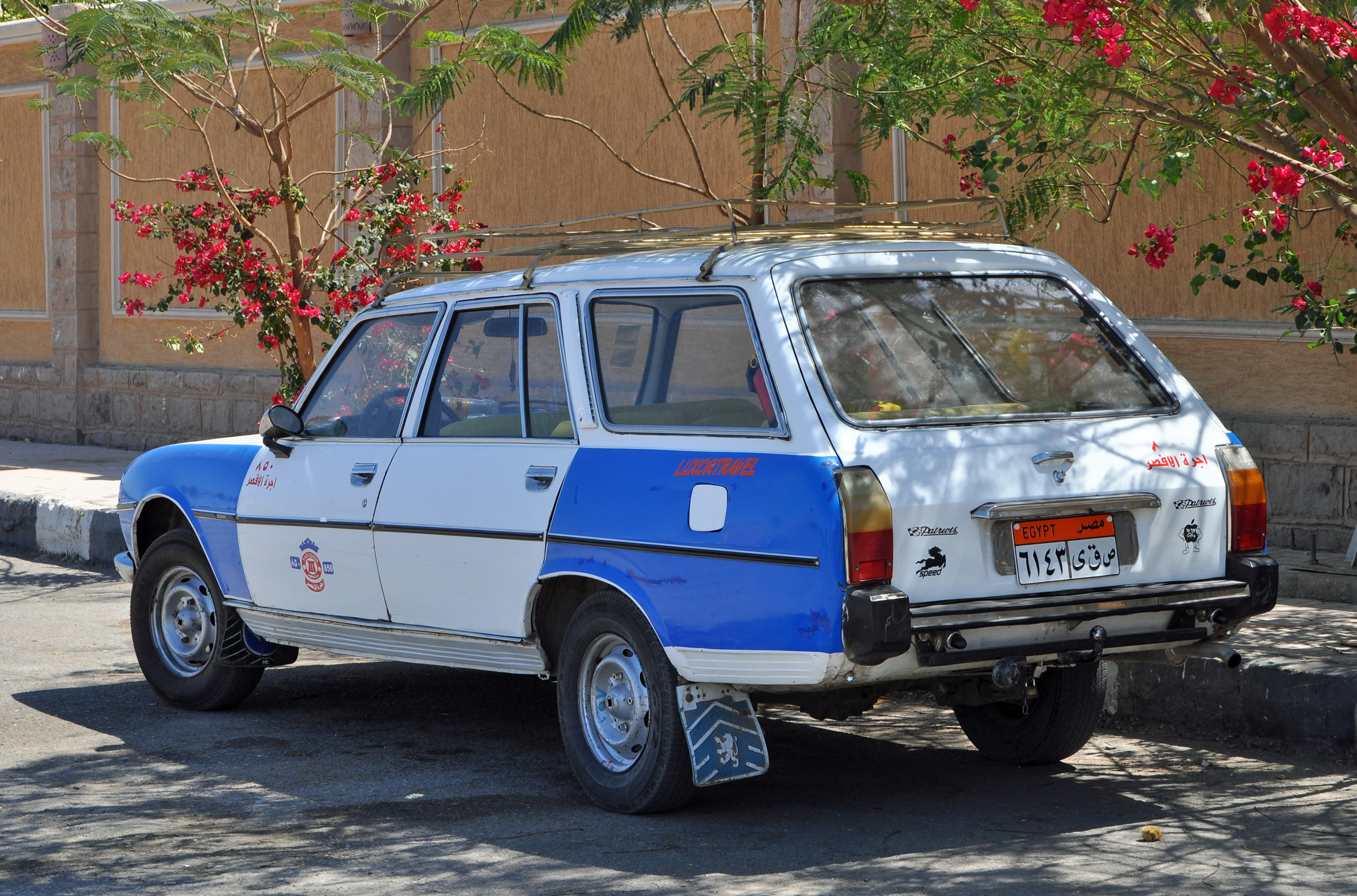
Peugeot 504 break, Luxor, Egypte
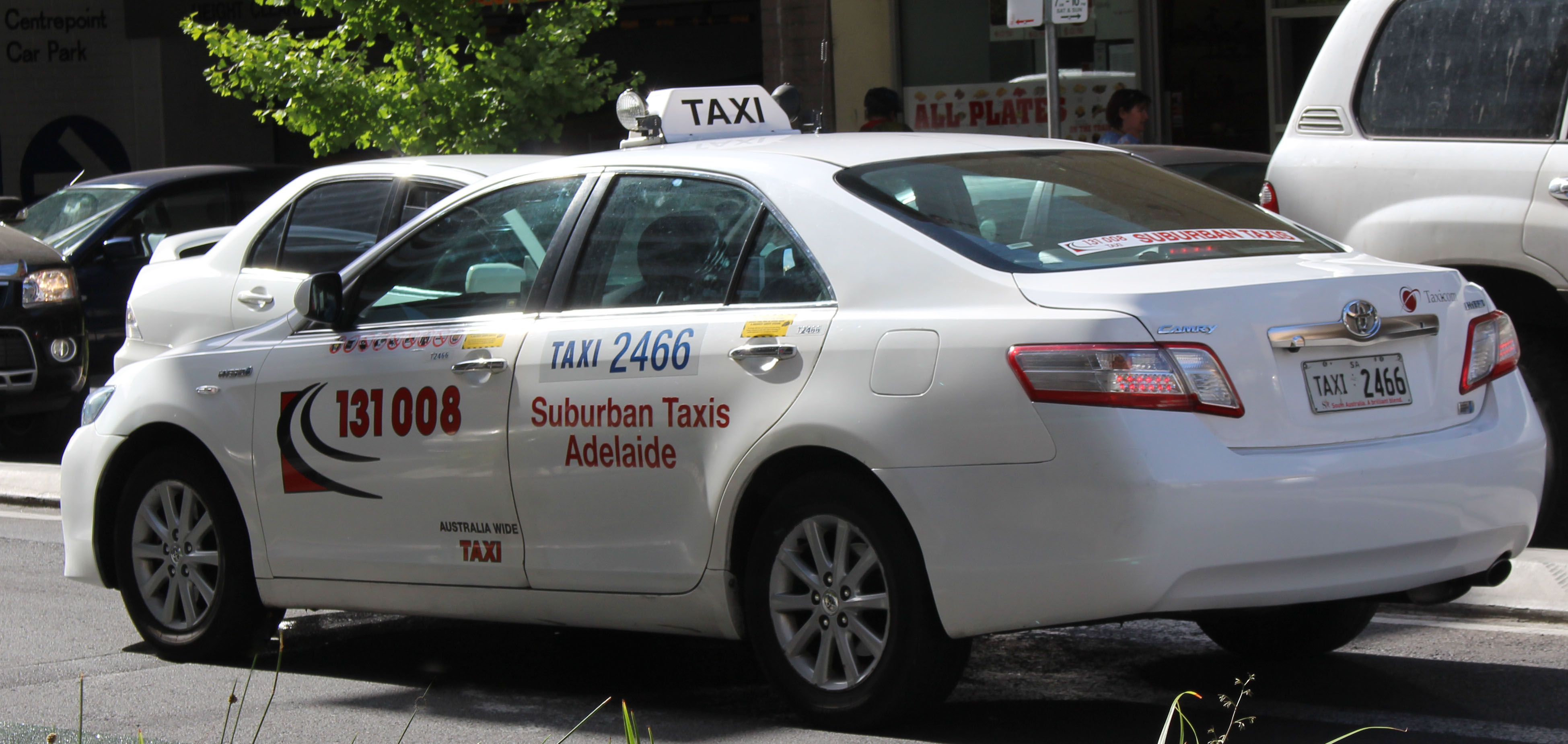
Australische Taxi, (Toyota Camry)
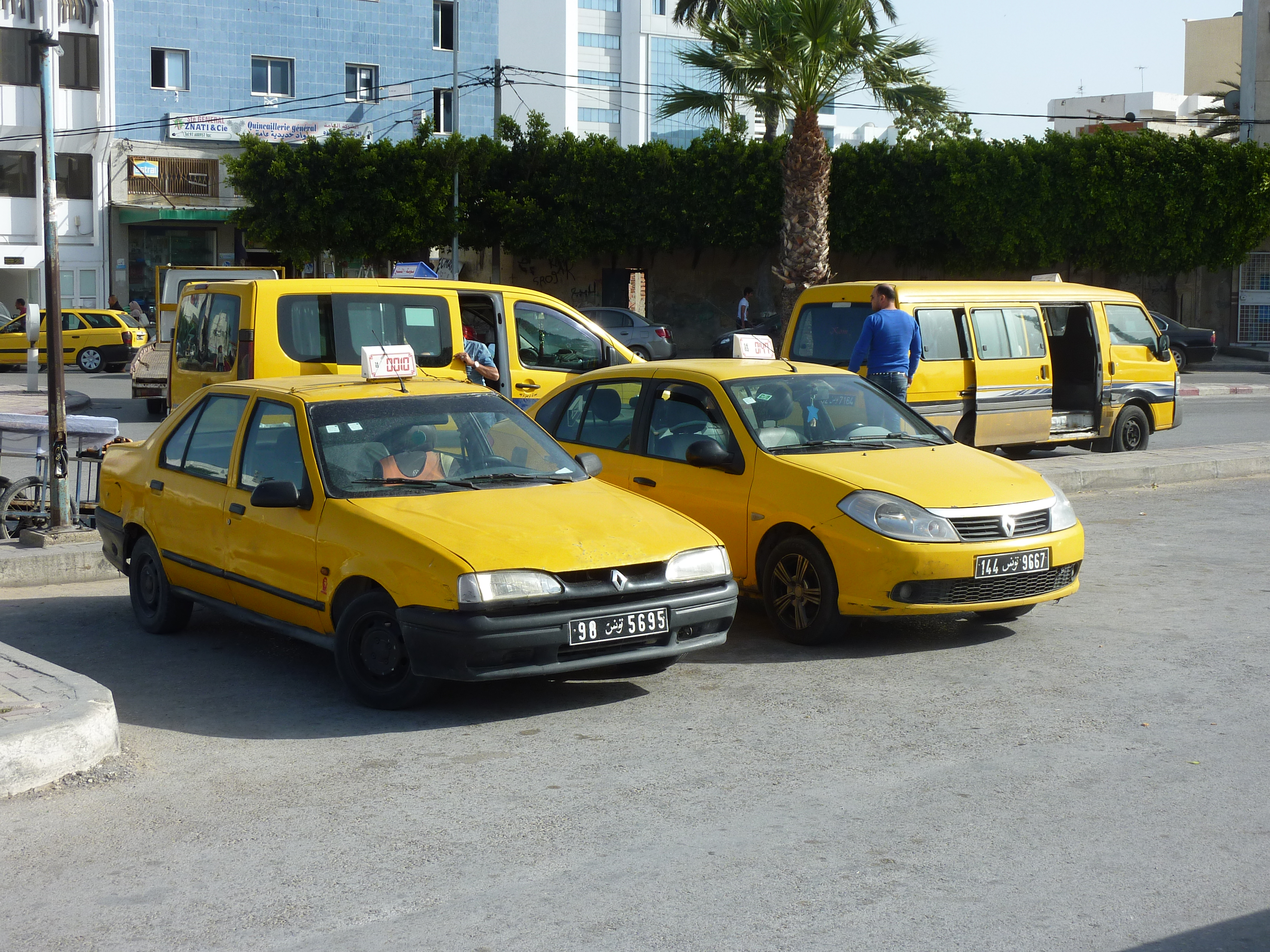
Taxis in Monastir, Tunesië
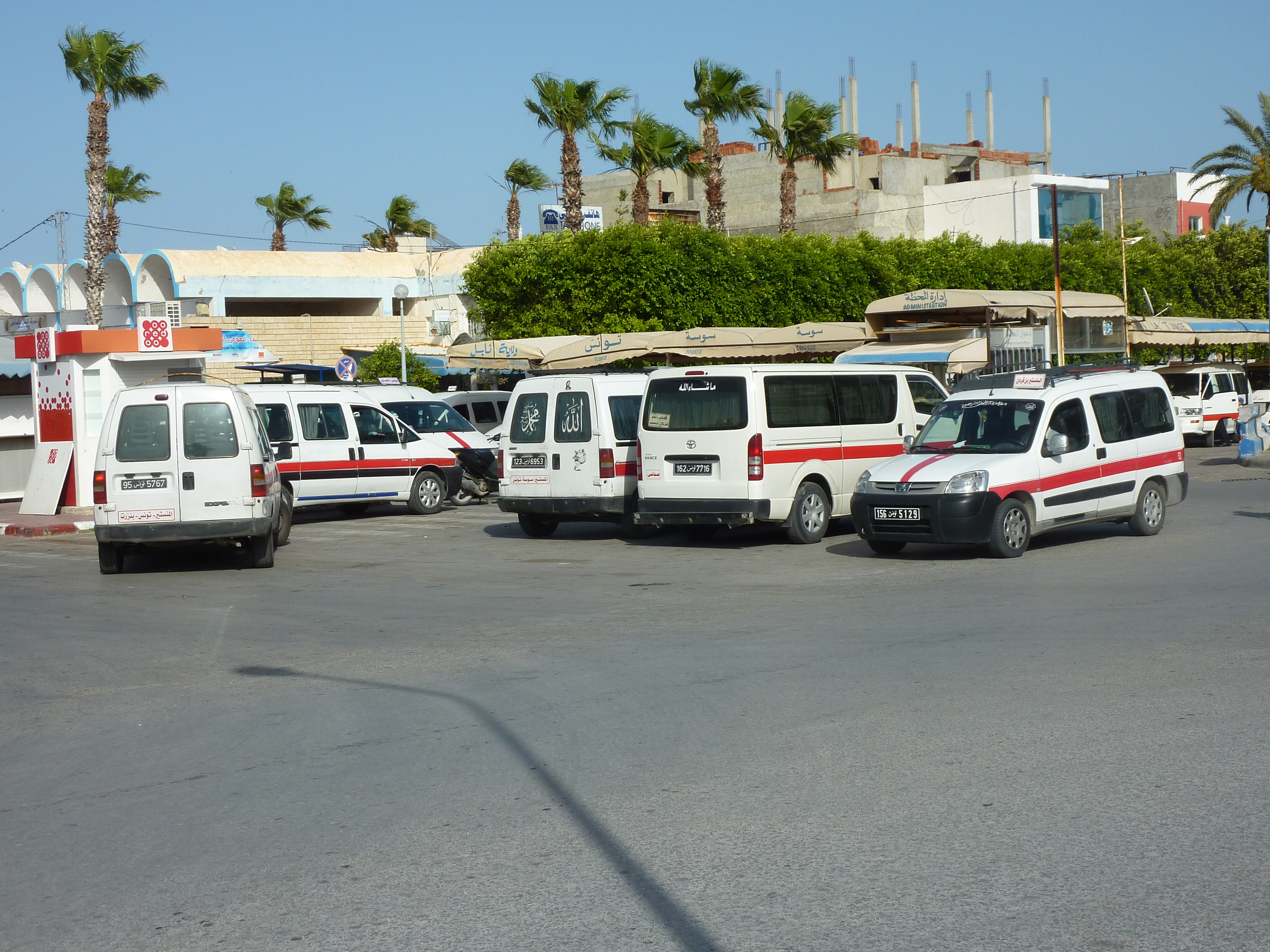
Louages (streektaxis) in Monastir, Tunesië